# Palau Reial de Vilafranca del Penedès
El Palau Reial de Vilafranca del Penedès és un edifici que es troba a la plaça de Jaume I de Vilafranca del Penedès, catalogat com bé cultural d'interès nacional. Actualment és la seu principal del Museu de les Cultures del Vi de Catalunya (VINSEUM).

## Història
En ser Vilafranca de domini reial, no és estrany que el palau fos una de les residències dels reis del Casal de Barcelona durant el segle xiii. La primera referència de l'existència d'un palau a Vilafranca és del 1209, tot i que aquesta referència no situa de manera concreta el lloc on es troba. El 1236 el rei Jaume I cedí a Fructià de Palau, el seu castlà, el palau reial amb l'obligació de donar allotjament al rei i als seus successors sempre que s'hi trobessin de pas.
En aquest palau morí el rei Pere el Gran (dit també Pere III d'Aragó) l'11 de novembre de l'any 1285, segons explica el cronista Ramon Muntaner. Aquesta efemèride és recordada en una làpida de marbre col·locada en la façana per Josep Torras i Bages el 1907, que diu: «A la nit del dia XI de novembre de l'any MCCLXXXV morí assí lo rei en Pere III d'Aragó gran per sa gloriosa historia militar y per la llibertat política que ell assentà en la terra catalana».

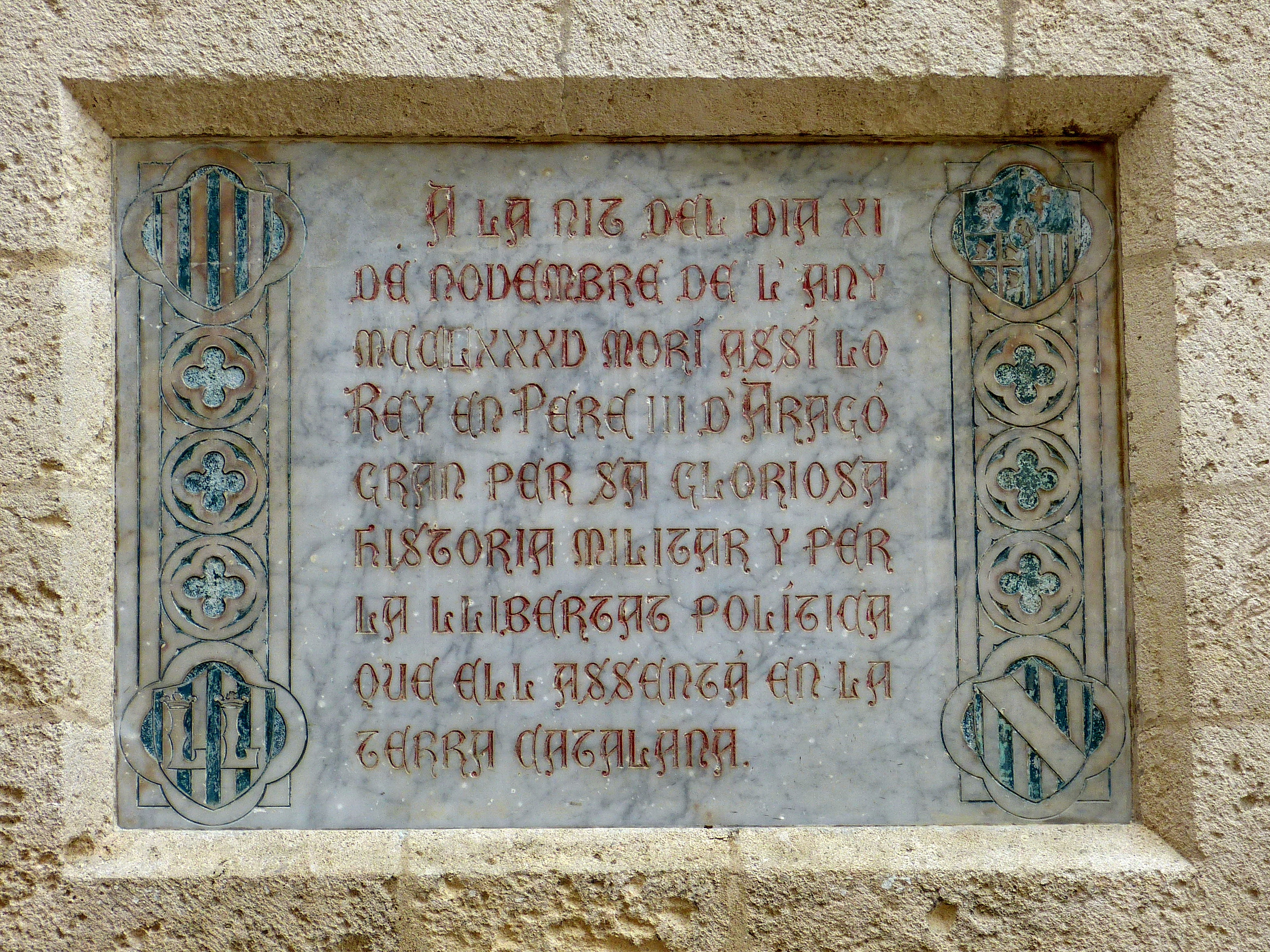
Làpida dedicada a Pere III al Palau Reial de Vilafranca del Penedès

El 1303, el rei Jaume I va encarregar al sotsveguer i al batlle de Vilafranca que venguessin l'esmentat palau i que amb el preu de la seva venda en construïssin un altre a la mateixa població.
El palau fou adquirit el 1308 pel Monestir de Santes Creus, que el convertí en procuradoria de l'orde Cistercenc a Vilafranca.
El 1820, els frares van ser exclaustrats i dos anys més tard, el 24 de desembre de 1822, per ordre de govern constitucional en el marc de les privatitzacions dels béns eclesiàstics, l'edifici va ser adquirit en pública subhasta per Cristòfol Milá i Romagosa. L'any 1823, fi de l'anomenat trienni liberal, van ser anul·lades les subhastes realitzades segons la llei promulgada pel govern liberal. Per tant, la propietat del palau va passar a mans de la nació.
Després de la mort de Ferran VII el 1833, es va tornar a atorgar vigència a les adquisicions realitzades per les subhastes de 1822. És per això que el 1835, Cristòfol Milá va reclamar la devolució de la propietat del palau. El 1880, la propietat del palau estava en mans de Maria del Carme Olivella i Milà, neta de Cristòfol. Aquesta va contreure matrimoni amb Juan de Álvarez-Cuevas i Fusté el 31 de desembre de 1859 a la Basílica de Santa Maria de Vilafranca.
A la mort de Maria del Carme Olivella i Milà, la propietat va passar al seu fill primogènit Manuel de Álvarez-Cuevas i Olivella, regidor i tinent d'alcalde de l'Ajuntament de Barcelona.
El 24 de gener de 1936, el palau va ser comprat per l'associació Museu de Vilafranca (sota el patronatge de l'Ajuntament de Vilafranca) a Maria Mercè Serra i Capmany, vídua de Manuel de Álvarez-Cuevas i Olivella, i als seus fills María del Carmen, Juan i Luis de Álvarez-Cuevas i Serra.

## Descripció
La façana principal està formada per dos paraments de pedra de diferents alçades, un en forma de torre amb coronament llis i l'altre, amb una barbacana de fusta, té més l'aparença de palau. Conserva els tres portals adovellats originals. Destaquen també els finestrals geminats de la façana, suportats per una o dues columnes, que tenen els capitells esculpits amb motius vegetals. L'interior presenta l'estructura característica de les cases senyorials de l'època, organitzada a través d'un pati central amb escala descoberta i galeria superior d'arcades ogivals, des d'on es distribueixen les principals dependències de la casa. És remarcable el portal renaixentista de [565, procedent de la Casa Marianna, que dona accés a l'actual auditori. En les mateixes dependències del Museu es troba la capella de Sant Pelegrí, documentada des del 1334 i que formava part del primer hospital de l'Orde dels trinitaris a Vilafranca.
L'edifici actual on se suposa que hi hagué el Palau Vell, és d'estil gòtic amb possibles restes del segle xii. Tot i així, en unes obres que es realitzaven a la capella de Sant Pelegrí el 1965 es descobrí el que sembla que era un pany de muralla, de paret de tàpia, amb dues finestres de tradició romànica possiblement del segle xiii, que formava part d'un conjunt residencial, anterior a la capella i que podrien pertànyer a una part de l'antic Palau Reial, la més antiga. Avui aquestes restes han estat completament rehabilitades. De manera errònia, se les ha volgut identificar amb la torre Dela que es creu que fou l'origen de l'actual ciutat de Vilafranca i que possiblement existia el segle x.